# Arnaldo Baptista
Arnaldo Dias Baptista (São Paulo, 6 de julho de 1948) é um multi-instrumentista, compositor, escritor e artista visual brasileiro, participante ativo e influente na cultura musical jovem do Brasil desde o final dos anos 1960.
Ficou conhecido por seu protagonismo criativo com Os Mutantes (1966-1973), sendo um dos fundadores, e logo depois, pelos álbuns e trabalhos solo (de 1974 até hoje), com sete álbuns, incluindo o aclamado Loki? (1974).
Já foi citado como referência para astros internacionais, como Kurt Cobain e Sean Lennon, filho de John Lennon.
Sua história foi retratada no documentário Loki – Arnaldo Baptista, de 2008, dirigido por Paulo Henrique Fontenelle.

## Carreira

### Início
Na infância e adolescência, Arnaldo fez curso de vivência de piano clássico com sua mãe, Clarisse Leite, e aulas com Zilda Leite Rizzo de contrabaixo clássico, violão prático e piano jazz-rock.
Sua carreira musical tem início em 1962, quando ele forma com seu irmão Cláudio César o grupo The Thunders. Até 1966, participa da criação de vários grupos como músico e compositor, entre eles Só Nós, Wooden Faces e Sand Trio.
Em 1966, convida seu outro irmão, Sérgio Dias, a se juntar ao grupo Six Sided Rockers, que já contava com a presença de Rita Lee (vinda do grupo Teenage Singers). O grupo é renomeado para O'Seis, rebatizado por executivos da gravadora Continental, e chega a gravar um compacto, em 1966, com as músicas "Suicida" e "Apocalipse".
Em 1967, com as saídas de Raphael Villardi (guitarra), Moggy (vocais) e Luiz Pastura (bateria) do grupo, Rita e os irmãos Baptista – então como trio – formaram o grupo Os Mutantes.

### Mutantes
Após a saída do O'Seis, Arnaldo, Sérgio e Rita montam o grupo O Konjunto: mas o nome não agrada e eles viram Os Bruxos. Ao participar de um programa do cantor Ronnie Von na TV Record, "O Pequeno Mundo de Ronnie Von", o produtor do programa, o jornalista Alberto Helena Jr.,  tem a ideia de rebatizar Os Bruxos de Os Mutantes.
À frente dos Mutantes, Arnaldo colocou seus conhecimentos musicais e seu privilegiado senso de humor a serviço de canções como “Ando meio desligado”, “Don Quixote”, “Caminhante noturno”, “Mande um abraço para a velha”, “Top-top” e muitas outras. Entre 1968 e 1972, com o grupo gravou cinco LPs.
Arnaldo trouxe para o Brasil um órgão Hammond Porta-B, um amplificador rotatório Leslie e um exemplar de Mellotron, com o qual gravou o compacto "Mande um Abraço pra Velha" e o disco O A e o Z.
Em 1971, na  primeira viagem da turnê internacional deles em Paris, conheceu o LSD, apresentado por Antonio Peticov, amigo da banda.
Entre 1968 e 1972, teve um relacionamento com Rita Lee. Já casados, Rita e Arnaldo se mudaram para uma casa na Serra da Cantareira, em São Paulo. Arnaldo rasgou sua certidão de casamento com Rita em um programa de Hebe Camargo, a pretexto de “dividir sua alegria”, dando uma metade do documento para a apresentadora atônita e a outra metade para a plateia. Por motivos que envolvem traições, falta de companheirismo e muitas brigas, o relacionamento termina. O fim do casamento se confunde com o fim do grupo.
Rita contou que foi expulsa da banda por Baptista, que alegou que "iriam seguir na linha progressiva-virtuose, e ela não tinha calibre como instrumentista".
Depois de problemas e brigas internas, ele sai da banda em 1973.

### Saída dos Mutantes -Lóki?
Tenta seguir carreira de produtor musical, mas o insucesso o motiva a tentar carreira solo.
Em 1974, Baptista estava inseguro. Chegava a tomar até duas doses de LSD por dia. Ele não tinha certeza de ser capaz de levar adiante uma carreira solo, não sabia ao certo quais seriam os próximos passos como músico e estava com o coração destruído após o fim do relacionamento com Rita Lee. Neste cenário lança Lóki? em 1974. O álbum foi gravado no Estúdio Eldorado, em São Paulo, com direção de produção de Roberto Menescal e Mazzola. As 10 faixas são assinadas por Baptista, com exceção de “Uma Pessoa Só”, em parceria com Os Mutantes. Traz ainda traz backing vocals de Rita Lee em duas canções, "Não Estou Nem Aí" e "Vou Me Afundar na Lingerie". Arnaldo canta e toca piano no álbum, que traz ainda arranjos do maestro Rogério Duprat em duas canções. Acompanharam Baptista nas gravações músicos como Dinho (bateria), Liminha (baixo) e Sergio Kaffa (baixo). A capa é do artista plástico Antônio Peticov.
O disco fez sucesso com a crítica, mas não vendeu bem. Anos depois, se tornaria um sucesso cult. Ficou em 34º na Lista dos 100 maiores discos da música brasileira pela Rolling Stone Brasil. O disco seria relançado em vinil pela Polysom, em 2017.
Depois de Lóki?, casa-se com a atriz Martha Mellinger (fisicamente bem parecida com Rita Lee), que é mãe de seu único filho, Daniel (1977), e refugia-se num sítio da serra da Cantareira.

### Patrulha do Espaço
Em 1977, ele recusa o convite de seu irmão Sérgio para retornar a'Os Mutantes, formando o grupo Patrulha do Espaço. O novo projeto não vai longe, apesar da gravação de um disco de estúdio, que só seria lançado parcialmente dez anos depois com o nome de Elo Perdido, assim como uma gravação ao vivo de um show da banda (Faremos Uma Noitada Excelente). Arnaldo deixa a Patrulha em 1978.

### Carreira Solo
Em 1981, apresenta o show Shining Alone no Teatro TUCA-SP, que é gravado por Luiz Calanca e lançado em 2013.
No final de 1981, ele é internado na ala psiquiátrica do Hospital do Servidor Público Estadual de São Paulo por razões que ele mesmo explica no documentário de 2008: "depois que me internaram da primeira vez, qualquer motivo era razão para me internar novamente". Era sua quinta internação em dez anos. No dia 31 de dezembro, data do aniversário de Rita Lee, quebrou com as próprias mãos o vidro de uma janela do setor de psiquiatria, caminhou até a sacada no terceiro andar e atirou-se, mas seu corpo bateu no parapeito do andar de baixo antes de atingir o cimento do pátio de estacionamento. Ele sobreviveu, embora os médicos achassem que não duraria muito. Teve edemas pulmonares e cerebrais, sete costelas quebradas e outras lesões menores. Durante os 5 meses de internação, teve o carinho constante de sete fãs, entre elas Lucinha, que viria a ser sua esposa futuramente. Mais tarde, ele descreveria o ato como algo feito na intenção de "saltar para a vida, não para a morte". Teve alta em 7 de maio de 1982, foi para o apartamento da mãe, dona Clarisse, no bairro de Higienópolis e, posteriormente, para seu apartamento do bairro de Pinheiros.
Em 1982, Arnaldo lança Singin' Alone, gravado em 1981, obra calcada em rock experimental. O título é inspirado no fato do álbum ter sido gravado por Arnaldo inteiramente sozinho, sem músicos de apoio e também assina a produção. Foi lançado de maneira independente, pelo selo "Baratos Afins".
Arnaldo lança em 1987, também pelo selo independente Baratos Afins, a gravação caseira Disco Voador. A gravação é feita em dois canais.
Em 1989, os produtores Alex Antunes e Carlos Eduardo Miranda produziram o álbum tributo Sanguinho Novo - Arnaldo Baptista Revisitado com bandas como Sepultura, Ratos de Porão, Paulo Miklos, Akira S e As Garotas Que Erraram, Fellini, entre outros nomes.
Em 1990, realiza a primeira exposição de desenhos e pinturas, no Centro Cultural da Universidade Federal de Minas Gerais, sob curadoria de Fabiana Figueiredo.
Em 1992, realiza uma exposição de desenhos e pinturas em São Paulo, sob curadoria de Paulo Maluy e Paula Amaral, e no Centro Cultural da Universidade Federal de São Carlos, sob curadoria de Fabiana Figueiredo. Começa a pintar camisetas e cartões.
A obra d'Os Mutantes ganhou novamente notoriedade no final dos anos 1990, com o relançamento dos álbuns do grupo por selos como Omplatten e Luaka Bop.

Na visita da banda Nirvana ao Brasil em 1993, o vocalista Kurt Cobain conhece e fica encantado com o som d'Os Mutantes e escreve um bilhete para Arnaldo:
"Arnaldo, te desejo o melhor e cuidado com o sistema. Eles te engolem e te cospem de volta como o caroço de uma cereja marrasquino. Com amor, Bill Bartell da Gasatanka Records e White Flag e Kurt Cobain do Nirvana."
Em 2000, fez participação especial ao lado de Sean Lennon no Free Jazz Festival, cantando "Panis et Circenses". Em 2003, Arnaldo lançou seu mais recente trabalho solo de inéditas, Let It Bed, produzido por John Ulhoa, da banda Pato Fu, e gravado em sua residência em Juiz de Fora (MG). Arnaldo novamente toca todos os instrumentos.

### Retorno d'Os Mutantes
Em 2006, ocorre o retorno do grupo Os Mutantes e Arnaldo volta a tocar ao lado do irmão Sérgio Dias e do baterista Dinho Leme após 33 anos de sua saída da banda e 30 do fim do grupo. Rita Lee não retorna e Zélia Duncan aceita integrar o conjunto. A apresentação, que seria especial para o festival "Tropicália -°A Revolution in Brazilian Culture", organizado pelo centro cultural inglês Barbican, no dia 22 de março, se tornou uma turnê com shows nos EUA, Europa, Ásia, Austrália e Brasil. O show do retorno foi registrado e lançado em CD e DVD.
Esta formação durou até setembro de 2007, quando Zélia comunicou sua saída do grupo para retomar sua carreira solo. Poucos dias depois do anúncio, quando a banda estava em turnê pela Europa, Arnaldo comunicou que também deixaria a banda para cuidar de projetos pessoais. Já afirmou que nunca mais tocará novamente com a banda.

### Dias atuais
Em 2008, a editora Rocco lança o romance Rebelde Entre os Rebeldes, que Arnaldo escreveu nos anos 1980. No mesmo ano, o documentário Loki - Arnaldo Baptista, primeiro longa do Canal Brasil, com direção de Paulo Henrique Fontenelle, é apresentado ao público nacional e internacional.
Em 2010, o circuito oficial das artes lança Arnaldo como artista plástico, pela Galeria Emma Thomas, que planejava sua primeira mostra individual no Brasil e no exterior em 2011. Também em 2010, foi lançado o álbum de tributo El Justiciero Cha Cha Cha, ilustrado por Arnaldo Baptista.
Desde 2011, Arnaldo torna-se embaixador da ANDA. Ainda em 2011, o selo D-Edge lançaria o álbum Petrified BeTools, incluindo 13 remixes da canção "To Burn or Not To Burn", do álbum Let It Bed, com produtores de música eletrônica brasileira.
Também em 2011, volta aos palcos apresentando o show Sarau o Benedito?, uma espécie de apanhado de músicas solo, algumas coisas do Mutantes e outras covers. Passa por Teatro de Santa Isabel, Recife (PE) (MIMO 2012); Salão de Atos da Universidade Federal do Rio Grande do Sul (2012), Centro de Cultura Lúcio Fleck, Sapiranga (RS) (2013); Teatro Cine Brasil Vallourec, Belo Horizonte (MG) (2014) e o circuito de Teatros do Sesc São Paulo e interior (Pompéia e Vila Mariana em São Paulo; Sorocaba e Santos);  Teatro da Caixa Cultural em Brasília; e Sala da Caixa Cultural São Paulo.
Em 2012, é uma das atrações da Virada Cultural de São Paulo e se apresenta no Theatro Municipal.
Em 2015, se apresenta na 18º edição do Psicodália, festival realizado durante o carnaval em Rio Negrinho (SC).
Em 2017, se apresenta no festival Coquetel Molotov, em Recife (PE).
Em 2019, em comemoração aos 45 anos do álbum "Lóki?", Rodolfo Krieger (ex-Cachorro Grande), Helio Flanders, Thunderbird, Cinnamon Tapes e Tatá Aeroplano realizaram um show tributo no Centro Cultural São Paulo.
Há muito tempo, Baptista é obsessivo com alguns assuntos: amplificadores valvulados, carros elétricos, vegetarianismo e ETs. Vive em seu sítio em Juiz de Fora (MG), na Zona da Mata, e em sua casa na Savassi, em Belo Horizonte, ao lado da mulher, Maria Lúcia.
Em outubro de 2020, passando por dificuldades financeiras, Arnaldo lançou uma rifa de um casaco comprado em Portobello Road, em Londres, usado no clipe de "Será Que Vou Virar Bolor?", do álbum "Lóki?" e na capa do álbum "Singin' Alone".

## Discografia
| Ano  | Álbum                                             | Com                | Selo          | Tipo    | Notas                                                    |
| ---- | ------------------------------------------------- | ------------------ | ------------- | ------- | -------------------------------------------------------- |
| 1968 | Os Mutantes                                       | Os Mutantes        | Polydor       | Estúdio |                                                          |
| 1969 | Mutantes                                          | Os Mutantes        | Polydor       | Estúdio |                                                          |
| 1970 | A Divina Comédia ou Ando Meio Desligado           | Os Mutantes        | Polydor       | Estúdio |                                                          |
| 1971 | Jardim Elétrico                                   | Os Mutantes        | Polydor       | Estúdio |                                                          |
| 1972 | Mutantes e Seus Cometas no País do Baurets        | Os Mutantes        | Polydor       | Estúdio |                                                          |
| 1974 | Lóki?                                             | Solo               | Philips       | Estúdio |                                                          |
| 1981 | Singin' Alone                                     | Solo               | Baratos Afins | Estúdio | Gravado em 1980                                          |
| 1987 | Disco Voador: Paz                                 | Solo               | Baratos Afins | Estúdio |                                                          |
| 1988 | Faremos Uma Noitada Excelente...                  | Patrulha do Espaço | Vinil Urbano  | Ao vivo | Gravado em 1978                                          |
| 1988 | Elo Perdido                                       | Patrulha do Espaço | Vinil Urbano  | Estúdio | Gravado em 1977                                          |
| 1992 | O A e o Z                                         | Os Mutantes        | Philips       | Estúdio | Gravado em 1973                                          |
| 2000 | Tecnicolor                                        | Os Mutantes        | Universal     | Estúdio | Gravado em 1970                                          |
| 2004 | Let It Bed                                        | Solo               | L&C Editora   | Estúdio |                                                          |
| 2006 | Mutantes Ao Vivo - Barbican Theatre, Londres 2006 | Os Mutantes        | Sony BMG      | Ao vivo |                                                          |
| 2013 | Shining Alone: Ao Vivo 1981                       | Solo               | Independente  | Ao vivo | Gravado em 1981; lançado em streaming e download digital |
| 2013 | Elo Mais Que Perdido                              | Patrulha do Espaço | Independente  | Estúdio | Gravado em 1977; lançado em streaming e download digital |